# Ciudad Cuauhtémoc
Ciudad Cuauhtémoc – miasto w północnym Meksyku, w środkowo-zachodniej części stanu Chihuahua. Miasto leży 106 km na zachód od stolicy stanu Chihuahua. Jest lokalnym centrum przemysłowym i rolniczym a także siedzibą gminy Cuauhtémoc. Nazwa jest połączeniem słów z języka nahuatl i tłumaczenie dosłowne brzmi Orzeł który spada.

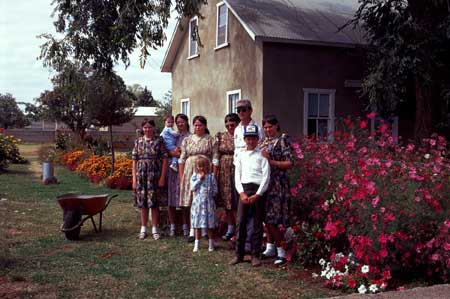
Rodzina mennonitów w Cuauhtémoc

Rejon jest siedzibą około 50 tys. społeczności mennonitów, którzy przybywszy na te tereny w latach 20. przyczynili się do wzrostu nielicznej w tym terenie ludności, oraz do wzrostu znaczenia rejonu. Synonimiczna nazwa miasta San Antonio de los Arenales jest znana mennonitom na całym świecie.

## Gospodarka
Jest to rejon największej w Meksyku produkcji jabłek. Jest tu około 2500 producentów produkujących owoce na 30 tys. ha sadów. Głównymi odmianami są: Golden Delicious, Red Delicious, Gala i Rome Beauty. Owoce są eksportowane, a część jest przetwarzana w lokalnych przetwórniach na koncentrat jabłkowy, z których najbardziej znana to La Norteñita S.A.

## Klimat
Średnioroczna temperatura zawiera się w przedziale 10 do 14 °C, lecz ze względu na wysokie położenie miasta klimat cechuje się dużymi wahaniami temperatur od poniżej −15 °C w zimie do prawie 40 °C w lecie.
| Miesiąc                              | Sty | Lut  | Mar  | Kwi | Maj  | Cze  | Lip  | Sie  | Wrz  | Paź  | Lis  | Gru  | Roczna |
| ------------------------------------ | --- | ---- | ---- | --- | ---- | ---- | ---- | ---- | ---- | ---- | ---- | ---- | ------ |
| Rekordy maksymalnej temperatury [°C] | 25  | 26   | 29   | 31  | 33   | 37   | 34   | 37   | 34   | 31   | 32   | 30   | 37     |
| Średnie temperatury w dzień [°C]     | 14  | 16.2 | 19.1 | 23  | 26.2 | 30.1 | 28.7 | 26.5 | 24.4 | 22.5 | 16.8 | 15.2 | 22,1   |
| Średnie temperatury w nocy [°C]      | -5  | -4.1 | -1.3 | 2.1 | 5.3  | 9.7  | 11.4 | 10.9 | 8.6  | 2.7  | -2   | -4   | 3      |
| Rekordy minimalnej temperatury [°C]  | -17 | -16  | -12  | -7  | -3   | 2    | 3    | 3    | -1.5 | -6   | -12  | -18  | −18    |
| Opady [mm]                           | 18  | 8    | 6    | 6   | 12   | 39   | 131  | 141  | 88   | 33   | 9    | 18   | 510    |
| Źródło: 2008-02-13                   |     |      |      |     |      |      |      |      |      |      |      |      |        |